# Bdellidae
Bdellidae zijn  een familie van mijten. Bij de familie zijn 15 geslachten met circa 250 soorten ingedeeld.